# Tommy Allsup
Tommy Allsup (Owasso, 24 novembre 1931 – Springfield, 11 gennaio 2017) è stato un musicista e chitarrista statunitense. Dal 2005 il suo nome è iscritto nella Oklahoma Music Hall of fame.

## Biografia
Nato in campagna vicino ad Owasso, ha iniziato la carriera musicale nel 1947 suonando la chitarra elettrica nel gruppo musicale degli Oklahoma Swing Billies. Nel 1958, mentre incideva nelle sale di registrazione di Norman Petty a Clovis, nel Nuovo Messico, gli fu chiesto di lavorare con Buddy Holly. Allsup accettò e suonò assieme a Waylon Jennings, al basso elettrico, e Carl Bunch, batteria. La sua partecipazione a questo lavoro è contenuta nei brani Wishing, Heartbeat, It's So Easy, Love's Made a Fool of You, Lonesome Tears e Come Back Baby.

### "The Day the Music Died"
Durante il tour invernale Winter Dance Party del 1959, Allsup accompagnò Holly. Questi rimase ucciso in un incidente aereo accaduto il 3 febbraio (giorno ricordato come The Day the Music Died) a Clear Lake, Iowa. Nel disastro persero la vita, oltre il pilota del Beechcraft Bonanza, un piccolo aereo da turismo, il cantante-disc jockey the Big Bopper, il cantante Ritchie Valens e il cantante Buddy Holly.
Fu Ritchie Valens, in virtù di un sorteggio effettuato con una monetina, a sedere al posto di Allsup in uno dei limitati posti dell'aeroplano. L'episodio è narrato nel film biografico La Bamba ma, secondo il racconto fatto da Allsup, la scommessa avvenne alla Surf Ballroom di Clear Lake - dove si era tenuto l'ultimo concerto di Holly - e non sul campo di decollo, come descritto nel film.

### Carriera da "sessionman"
Dopo la morte di Holly, Allsup si trasferì in California dove iniziò una carriera di sessionman per la casa discografica Liberty Records, di cui divenne successivamente uno dei produttori. Nel 1968 si è poi trasferito a Nashville (Tennessee) per dirigere la Metromedia Records.
Allsup ha vissuto fino alla morte ad Azle, in Texas, città nella quale lavorava ai Common Ground Studios. Ha tenuto concerti nel Regno Unito ed in USA, con Kevin Montgomery, artista originario di Nashville.